# Rychnovský viadukt
Rychnovský viadukt je železniční kamenný obloukový most v Rychnově u Jablonce nad Nisou v okrese Jablonec nad Nisou na neelektrizované trati Pardubice–Liberec v km 143,63. Viadukt, který překonává říčku Mohelka a ulice Tovární a Údolní, je chráněnou kulturní památkou České republiky.

## Historie
Úsek železniční trati Turnov–Liberec společnosti Jihoseveroněmecká spojovací dráha (SNDVB) byl zprovozněn 1. května 1859. Trať z Hodkovic směřovala na sever a pak se prudce stáčela s tokem říčky Mohelky do rychnovského údolí, aby se kolem Rychnova obloukem vrátila zpět a vystoupala nad Jeřmanice a Dlouhý Most. Za stanicí Rychnov překonává železnice údolí po kamenném viaduktu, který byl postaven v letech 1858–1859 (jiný údaj 1856–1959). Žulové kvádry byly dovezeny z lomu nazývaný Kamenné doupě ve Svijanském lese nedaleko Dobré Vody.

## Geologie
Geologický průzkum byl proveden v roce 1934 jablonecká firma Redlhammer & Sohn. Výsledky vrtů hlubokých 81,3 a 148 m dokládají, že pod vrstvou humusu se nachází štěrkové terasy a vrstva světlých jílů a písků. Následuje vrstva tmavých jílů o velké mocnosti, která je ukončena čedičovými vyvřelinami.

## Popis
Rychnovský viadukt je postaven na ve směrovém oblouku o poloměru 280 m s deseti pilíři a devíti valenými oblouky. Most je dlouhý 119 m a v nejvyšším místě dosahuje výšky 19,3 m. Vzhledem k složitým geologickým podmínkám byla spodní stavba pravděpodobně založena na dřevěných pilotách nebo roštech. Líce oblouků a nároží pilířů je postaveno z přitesaných kamenných kvádrů, čelní nadezdívky jsou z lomového kamene. Mostní oblouky z liberecké žuly dosedají na jednoduché římsy mohutných pilířů, které se směrem nahoru mírně zužují.

### Rekonstrukce
V období červenec–listopad 2004 byl most rekonstruován stavební firmou Chládek a Tintěra z Pardubic. Horní část mostu byla snesena až do úrovně rubové klenby, ta byla obetonována a opatřena hydroizolací. Následně na střední části mostu byly položeny kotvené gabionové boxy (armované zeminy systému Terrramesh) a mezi ně byl navážen a po vrstvách hutněn štěrk s pokládkou vodorovných výztuh. Pilíře byly injektovány cementovou injektáží. Nakonec byly na položeny původní kamenné bloky říms, chybějící byly vyrobeny z liberecké žuly. Kamenný obklad byl proveden z původního materiálu – železnobrodské břidlice.

## Galerie

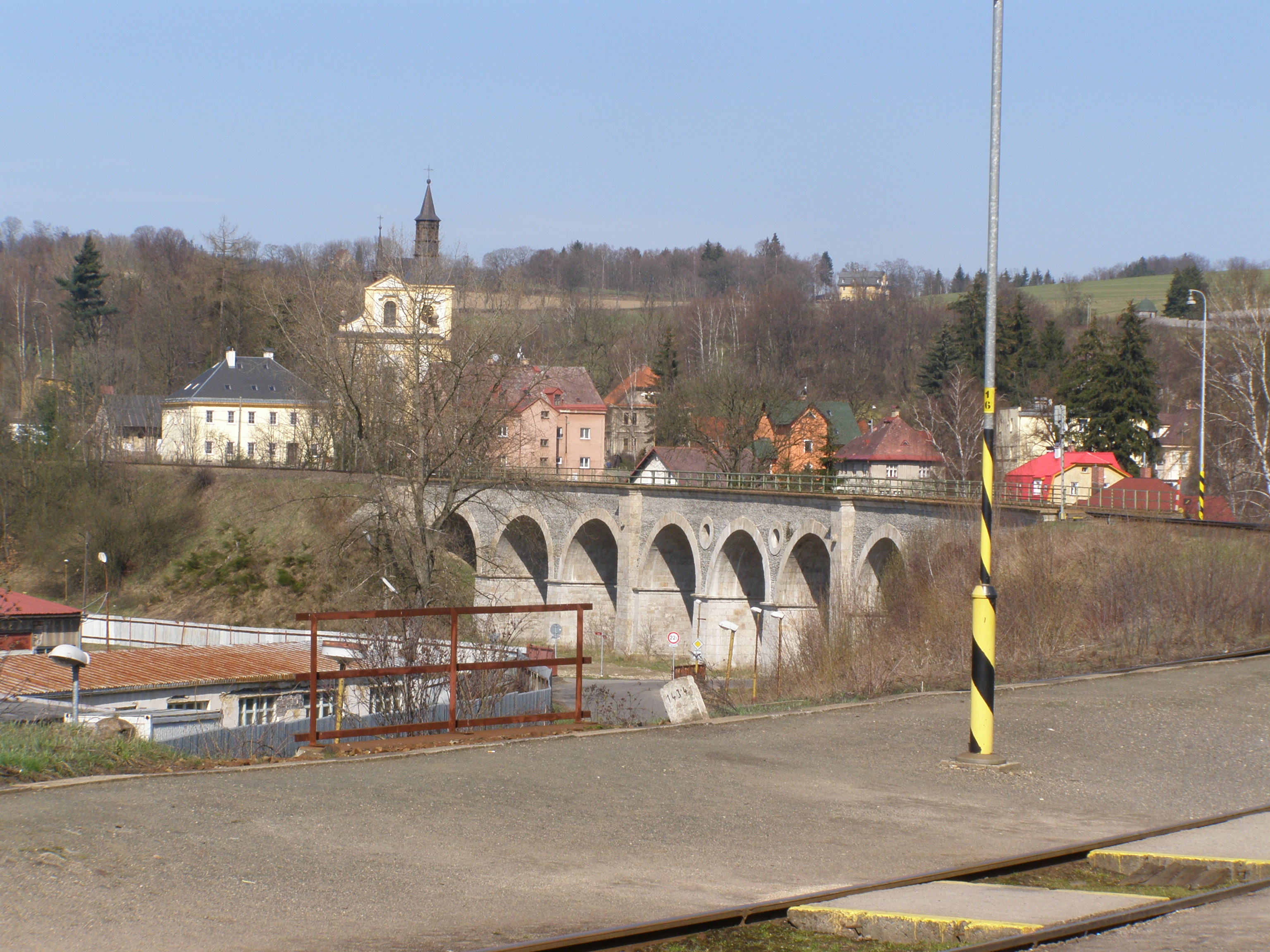
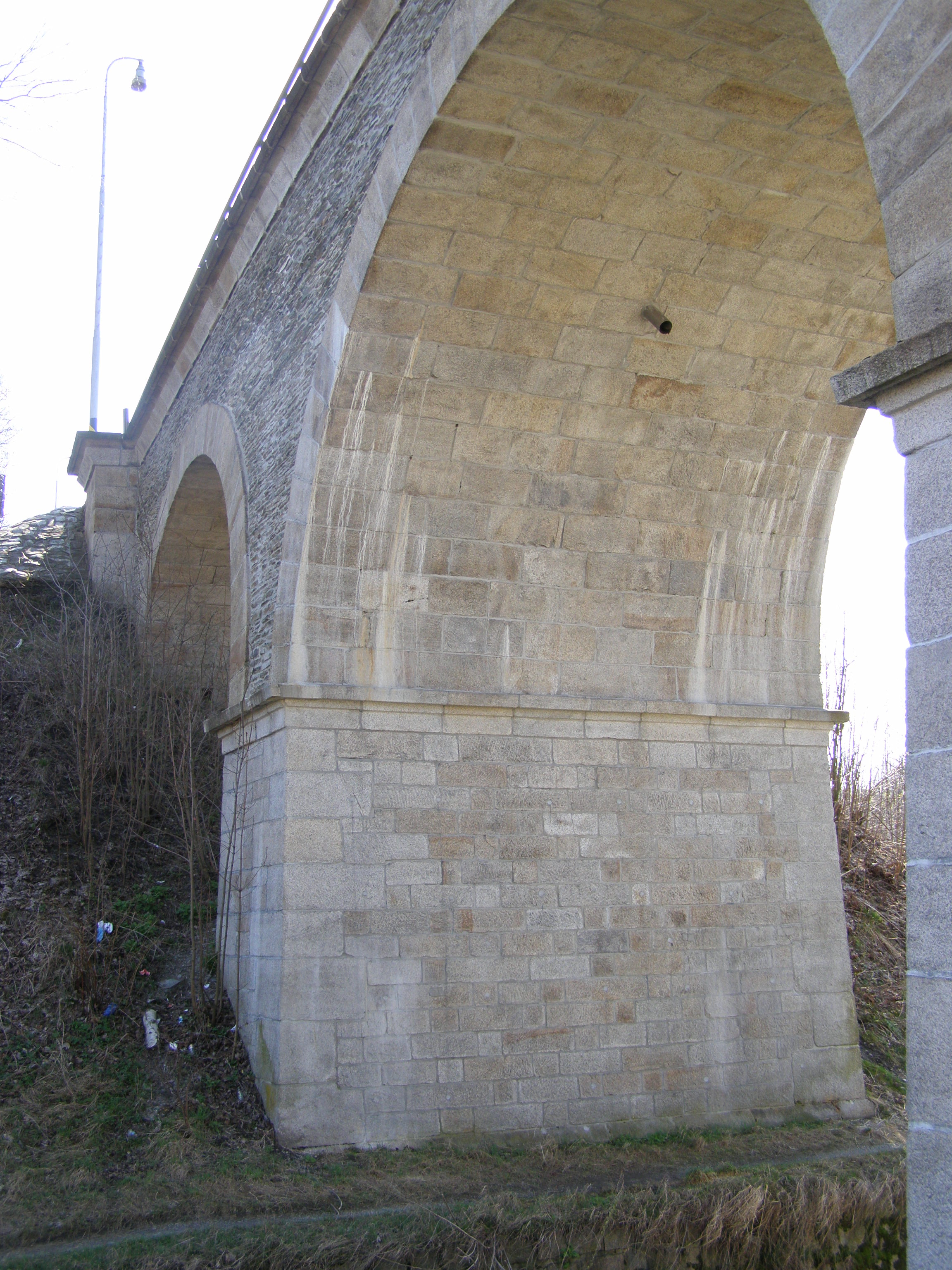
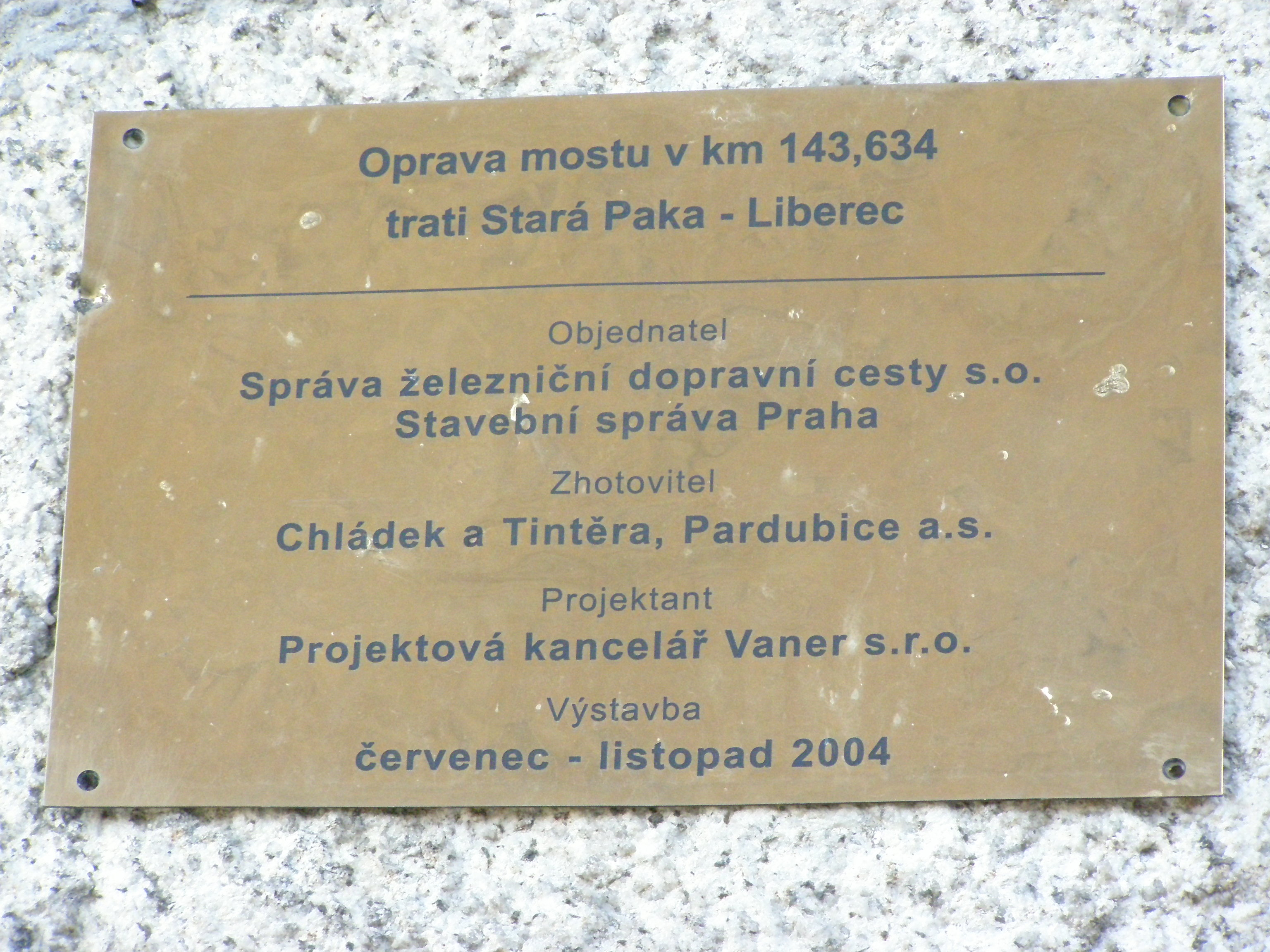